# Синап
Синапът (Sinapis) е род покритосеменни растения от семейство Кръстоцветни (Brassicaceae).

## Кулинарно приложение
От синапеното семе се добива горчицата. Семената на белия, черния и кафявия синап се добавят в грозденица, крушеница, кисели краставици и други зеленчукови и плодови зимнини и консерви. Обикновено на 10 л течност се поставят една супена лъжица синапови семена.

## Полезна информация за българския земеделец
Синапът съдържа отровното вещество синигрин, което действа главно при конете. Като резултат от отравянето се наблюдава възпаление на храносмилателния канал и на белите дробове, както и затруднено дишане. Други отровни за стопанските животни растения са: лютиче, орлова папрат, лупина, елда, див мак, млечка, рицин, къклица.

## Видове
- Sinapis alba – Бял синап
- Sinapis arvensis
- Sinapis flexuosa
- Sinapis pubescens